# Ingeniería mecánica eléctrica
La ingeniería mecánica eléctrica es una combinación de dos ramas de la ingeniería: la ingeniería mecánica y la ingeniería eléctrica. Es reconocida por contar con los aspectos más importantes de ambas como lo son: el uso eficiente de la energía eléctrica para el desarrollo industrial o la aplicación de las bases de la ingeniería mecánica para la automatización de máquinas y la mejora de procesos en las empresas.  Debido a la gran importancia de esta nueva rama, se ha creado una carrera con el mismo nombre.
Se considera como el conjunto de conocimientos, manejo y dominio de los principios físicos, mecánicos, mecánica de fluidos así como el estudio de la aplicación de la electricidad, electrónica y electromagnetismo aplicando conocimientos de ciencias físicas, matemáticas, para poder generar y transportar energía eléctrica y elaboración de motores. La Ingeniería Mecánica Eléctrica es una rama muy extensa de la Ingeniería, ya que lleva sus bases en los principios de la física, para análisis y creación de diseños de motores asociados con sistemas eléctricos a gran escala, a diferencia de la Ingeniería  Electrónica  que se encarga de los sistemas a pequeña escala.

## Ingeniería mecánica eléctrica (carrera)
Ha sido muy eficaz y por ello casi todas las universidades cuentan con ella, ha evolucionado muy rápido y su demanda es amplia gracias a su gran oferta de empleo y su versatilidad en campos laborales. Su plan de estudio cuenta principalmente con materias enfocadas en el área física-matemática. Algunos ejemplos de las materias principales son: Termodinámica, Circuitos eléctricos, Transformadores, Cálculo diferencial e integral, Dinámica, Estática, Mecánica de materiales entre otras.
Algunas áreas de trabajo para un Ingeniero mecánico eléctrico pueden ser: el área automotriz, metal-mecánico,  aeronáutica, robótica y manufactura. Algunos programas computacionales que ocupan los IME (Ingenieros mecánicos electricistas) son: AutoCAD, Solid Works, Matlab, Maple y Solid Edge. Estos softwares son utilizados para la creación virtual de herramientas de trabajo como: tornillos, tuercas, engranes, flechas, etc. Otros son utilizados para resolver ecuaciones matemáticas o graficar unidades.

## Futuro de la ingeniería mecánica eléctrica
El uso eficiente de la energía eléctrica para el desarrollo industrial y la aplicación de la ingeniería mecánica para la automatización y la mejora de procesos en las empresas son los aspectos más importantes de la mecánica eléctrica, una rama de la ingeniería que está cobrando gran importancia en el mundo del futuro.

## Organismos
Existe una organización en México denominada CIME (Colegio de Ingenieros Mecánicos Eléctricos) en la cual cualquier IME puede unirse y se desarrollan congresos para la actualización de tecnologías y métodos laborales. Fue fundada en 1945 y su misión es «Lograr la competitividad internacional de ingeniería nacional y construir un mejor país».